# Carl Georg Fiedeler
Carl Georg Fiedeler (* 8. November 1811 in der Klickmühle von Hannover; † 6. April 1893) war ein Ziegelei- und Mühlenbesitzer.

## Leben
Carl Georgs aus Salzderhelden stammender Vater, Johann Friedrich Fiedeler (1779–1851), war als Müllergeselle nach Hannover gekommen und hatte die Klickmühle bis 1890 gepachtet.
1820 zog Johann Friedrich Fiedeler nach Döhren und pachtete zusätzlich die Mühle am Leinewehr. 1831 hatte das Königreich Hannover die Reformgesetze Preußens übernommen, wonach sich die Höfe von Lehen freikaufen konnten. Infolge dieser Verkopplung verkauften viele Bauern ihr Land an der Leine, und Johann Friedrich Fiedeler erwarb in Döhren und Wülfel ein Grundstück nach dem anderen.
Carl Georg folgte seinem Vater als Mühlenpächter. 1845 gründete er zwischen der heutigen Fiedelerstraße und der Hildesheimer Chaussee eine Ziegelei (an die heute die Ziegelstraße in Döhren erinnert). 1850 konnte er durch Unterstützung des verwandten Senators Conrad Bube auch die Mühlen in Döhren mit allem Grundbesitz, darunter die Mühle auf der Leineinsel Döhren, erwerben.
Da sein Sohn Hermann Fiedeler (1844–1911) Landwirt werden wollte, erwarb er 1860 in der Wiehbergstraße das Haus und Grundstück des ehemaligen Generals Druchtleben (* 1751).
1872 wurde Carl Georg Fiedeler Mitglied der Ritterschaft des Calenberger Landes und nannte seinen Besitz "Rittergut Döhren". Seine ertragreiche Mühlenanlage (1976/77 abgerissen) verkaufte er im gleichen Jahr an die Döhrener Wollwäscherei und -kämmerei ("Wolle in Döhren") und weitete seine Landwirtschaft auf 102 ha Acker und 7 ha Wiesen aus. Von der Hildesheimer Chaussee zur Wiehbergstraße ließ er die Straße Kastanienallee als Zufahrt zu seinem neuen Herrenhaus anlegen.
Zwei seiner vier Söhne, die "nichts taugten", schickte er ohne Rückfahrkarte nach Amerika. Eine Tochter heiratete den Industriellen Wilhelm Garvens.
Nach seinem Tod erbte Herbert Friedrich das Rittergut und erweiterte es zu einer riesigen Parklandschaft, wovon der heutige „Wiehbergpark“ ein Teil ist. Um einen Streit mit dem Ziegelei- und Rittergutsbesitzer Friedrich Willmer zu vermeiden, baute er 1894 das von der Ritterschaft geforderte würdige Herrenhaus und nannte es „Rittergut Döhren“. Willmer nannte sein "Rittergut Waldhausen" (mit der 1884 von Karl Börgemann entworfenen Villa Willmer, im Volksmund "Tränenburg" genannt, 1971 abgerissen) Herberts Witwe verkaufte 1915 das ganze Anwesen an den Generaldirektor der Döhrener Wollwäscherei Hans Heintze.